# Minamoto no Tameyoshi
Minamoto no Tameyoshi (源為義?   1096-1156) fue un samurái líder del clan Minamoto, nieto de Minamoto no Yoshiie. Encabezó las tropas del clan en contra de las del clan Taira durante la Rebelión Hōgen. Tameyoshi es conocido también como Mutsu Shirō.
Después de ser vencido en la Rebelión Hōgen, Tameyoshi fue sentenciado a muerte, por lo que cometió seppuku.